# Flammes
Flammes és una pel·lícula francesa dirigida per Adolfo Arrieta i estrenada el 1978.

## Argument
La Bàrbara, una nena, té un somni recurrent i aterridor des de la seva infantesa: un bomber entra a la seva habitació per la finestra. Un dia, mentre passava davant d'un parc de bombers, un d'ells li va cridar l'atenció. Més tard, va avisar els serveis d'emergència, al·legant que hi havia un incendi a casa seva. Quan arriben els bombers, la Bàrbara fa entrar a la seva habitació l'home que havia vist.

## Repartiment
- Caroline Loeb: Bàrbara
- Dionys Mascolo: Louis, el pare de la Bàrbara
- Pascal Greggory: Paul, germà de Bàrbara
- Marilú Marini: mare de Bàrbara
- Paquita Paquin: la primera tutora
- Xavier Grandes: el bomber
- Isabel García Lorca: Claire, la tutora
- Jeffrey Carey: Jim
- Jaime Santiago: el 2n bomber
- Eloïse Bennett: Bàrbara de petita